# 攻壳机动队：SAC 2045
《攻壳机动队：SAC_2045》（日語：攻殻機動隊 SAC_2045）是美国和日本联合制作的赛博朋克科幻题材电视动画，改编自士郎正宗创作的1980年代日本连载漫画《攻殼機動隊》，剧情发生在《攻殼機動隊 STAND ALONE COMPLEX》之后。
第一季12集于2020年4月23日在Netflix独家上线，而英文配音版受新冠肺炎疫情影响延期到5月3日上线。剧场版《攻壳机动队：永续战争》于2021年11月12日在日本上映，2022年5月9日在Netflix上线。
第二季公告于2022年5月23日在Netflix上線。

## 制作
2017年4月7日，士郎正宗和Production I.G宣布神山健治和荒牧伸志将联合执导全新的《攻壳机动队》动画作品。同年12月7日，Netflix宣布获得该原创网络动画的全球串流媒体播放权，作品题为《攻壳机动队：SAC_2045》，2020年4月23日首播。作品采用三维计算机图形制作，由SOLA DIGITAL ARTS和Production I.G联合制作。伊利亚·库夫申诺夫担任角色设计。

## 剧情
2045年，经济灾难“全球同时违约”爆发，令所有纸质和电子货币失效后，“四大国联盟”陷入永不结束的“可持续战争”，保持经济运行。在这个世界中，草薙素子、巴特和其他公安九课的成员把自己卖给了雇佣兵组织，以“GHOST”的名义展开行动，利用他们的控制增强组件和战斗经验谋生，同时消除全球的战争热点。然而，后人类出现和前部长荒卷大辅发现的一个阴谋，令公安九课被迫再度集结。

## 配音
| 角色                                   | 日文配音     | 英文配音                         |
| -------------------------------------- | ------------ | -------------------------------- |
| 草薙素子／少佐                         | 田中敦子     | 玛丽·伊丽莎白·麦格琳             |
| 荒卷大辅                               | 阪脩／中博史 | 威廉·弗雷德里克·奈特             |
| 巴特                                   | 大塚明夫     | 理查德·爱普卡                    |
| 德古沙                                 | 山寺宏一     | 克里斯賓·弗里曼                  |
| 石川                                   | 仲野裕       | 迈克尔·麦卡蒂（Michael McCarty） |
| 斋藤                                   | 大川透       | 戴夫·维滕伯格                    |
| 帕兹                                   | 小野塚貴志   | 鲍勃·布赫霍尔兹                  |
| 博马                                   | 山口太郎     | 德恩·韦恩（Dein Wein）           |
| 塔奇克马                               | 玉川砂記子   | 梅丽莎·法恩                      |
| 江崎普琳                               | 潘惠美       | 切拉米·利                        |
| 準（Standard）                         | 津田健次郎   | 基思·西尔弗斯坦                  |
| 约翰·史密斯（John Smith）              | 曽世海司     | 羅傑·克雷格·史密斯               |
| 久利須・大友・帝都（Chris Otomo Tate） | 喜山茂雄     | 亚门·泰勒（Armen Taylor）        |
| 島村孝                                 | 林原惠       | 马克斯·米特尔曼                  |

## 集数

### 第一季（2020年）
| 序号 | 名稱                         | 播出時期      |
| ---- | ---------------------------- | ------------- |
| 1    | 喧鬧生命 — 永續戰爭（NO NOISE NO LIFE / 持続可能戦爭）      | 2020年4月23日 |
| 2    | 風險自負 — 一牆之隔（AT YOUR OWN RISK / 壁が隔てるもの）      | 2020年4月23日 |
| 3    | 特立獨行 — 行踪不明（MARVERICK / 作戦行動中行方不明）      | 2020年4月23日 |
| 4    | 獻身之卒 — 外來使者（SACRIFICIAL PAWN / 分界よりの使者）      | 2020年4月23日 |
| 5    | 帕特里克·赫格 — 神賜之禮（PATRICK HUGE / 神からの贈り物） | 2020年4月23日 |
| 6    | 真相大白 — 量化福音（DISCLOSURE / 量子化された福音）      | 2020年4月23日 |
| 7    | 空中樓閣 — 初劫銀行（PIE IN THE SKY / はじめての銀行強盜）      | 2020年4月23日 |
| 8    | 全體集結 — 德古沙死後（ASSEMBLE / トグサの死によってもたらされる事象）    | 2020年4月23日 |
| 9    | 身份盜竊 — 孤身奮戰（IDENTITY THEFT / 一人きりの闘爭）      | 2020年4月23日 |
| 10   | 網中之人 — 批判致死（NET PEOPLE / 炎上に至る理由）      | 2020年4月23日 |
| 11   | 自負少年 — 14歲的革命（EDGELORD / 14歳革命）    | 2020年4月23日 |
| 12   | 思鄉之N — 眾生皆N（NOSTALGIA / 全てがNになる）        | 2020年4月23日 |

### 第二季（2022年）
| 序號 | 名稱                         | 播出時期      |
| ---- | ---------------------------- | ------------- |
| 1    | 骨牌效應：愚蠢的庫庫希金（DOMINO EFFECT / お馬鹿なククーシキン） | 2022年5月23日 |
| 2    | 千鈞一髮：我已覺醒（CLOSE CALL / 覚醒しちゃいました）       | 2022年5月23日 |
| 3    | 因數：1A84（FACTOR / 1A84）               | 2022年5月23日 |
| 4    | 探索記憶：生於天國（MEMORIES / 天国で生まれて）       | 2022年5月23日 |
| 5    | 101室：活出意義（ROOM 101 / 夜と霧）          | 2022年5月23日 |
| 6    | N之力量：獨立之道（N-POWER / 独立国家のつくり方）        | 2022年5月23日 |
| 7    | 真實接觸點：應許之橋（TRUTH POINT OF CONTACT / 約束の橋）     | 2022年5月23日 |
| 8    | 半神：朝神演進之人（DEMI DEUS / 神へと進化するモノたち）       | 2022年5月23日 |
| 9    | 最終手段：陷入長眠（LAST RESORT / 永い眠り）       | 2022年5月23日 |
| 10   | 對峙行動：即時開戰（OPERATION STANDOFF / 開戦）       | 2022年5月23日 |
| 11   | 世界末日：荒城之月（DOOMSDAY / 荒城の月）       | 2022年5月23日 |
| 12   | 雙重思想：事件邊界（DOUBLE THINK / 事象の境界線）       | 2022年5月23日 |